# Valentin Bibik
Valentin Bibik, né le 19 juillet 1940 et mort le 7 juillet 2003, est un compositeur ukrainien.

## Biographie
Il étudie au Conservatoire de Kharkiv, avec Dmitri Klebanov.
Il compose un opéra basé sur la pièce Flight de Mikhaïl Boulgakov. Il a composé un Dies Irae, 39 Variations pour piano, un Trio pour clarinette, violoncelle et piano. Son Concerto pour violoncelle n°2 (2001) et Evening Music (2002) ont été interprétés par le New Juilliard Ensemble. Ses 37 Préludes et Fugues, ont été interprétés par le Nextet.
Il meurt à Tel Aviv.